# Acropomatidae

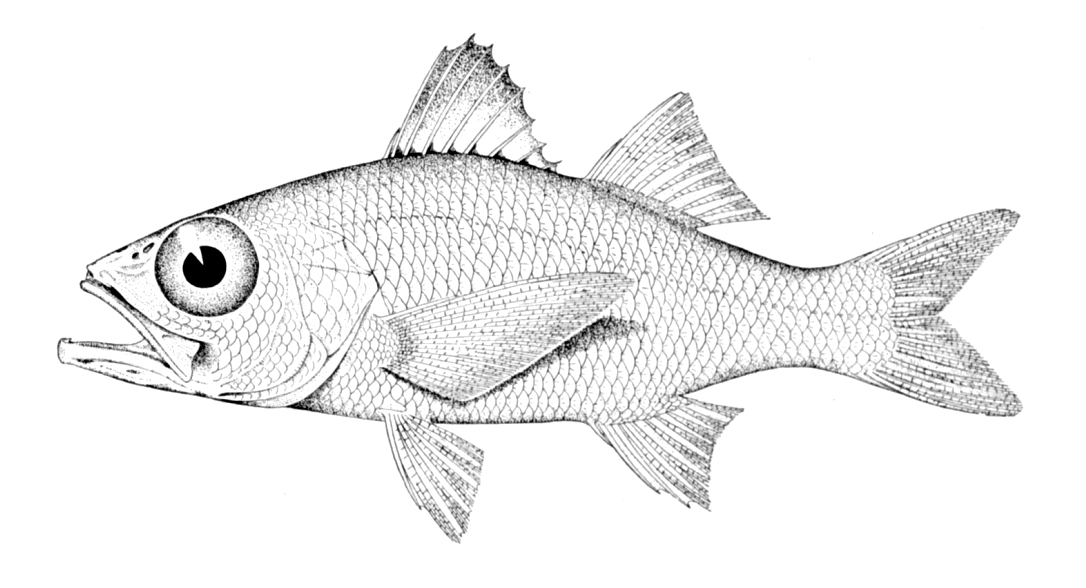
Verilus sordidus.

Los farolitos (familia Acropomatidae) son una familia de peces marinos incluida en el orden Perciformes, distribuidos por todos los océanos de aguas templadas.
Son peces de tamaño generalmente pequeño. Tienen dos aletas dorsales, la primera con 7 a 10 espinas, la segunda con o sin espinas y unos 8 a 10 radios blandos, la aleta anal con 2 o 3 espinas y 7 a 9 radios blandos, aletas pélvicas con una espina y 5 radios blandos. Las branquias tienen 7 surcos y el opérculo presenta dos espinas redondeadas, línea lateral completa, 25 vértebras.
Las especies del género Acropoma tienen órganos luminiscentes y tienen el ano cerca de la base de la aleta pélvica.

## Géneros
Existen 33 especies agrupadas en 8 géneros, aunque varias de dichas especies han sido colocadas en esta familia sólo de forma provisional:
- Acropoma (Temminck y Schlegel, 1843)
- Apogonops (Ogilby, 1896)
- Doederleinia (Steindachner en Steindachner y Döderlein, 1883)
- Malakichthys (Döderlein en Steindachner y Döderlein, 1883)
- Neoscombrops (Gilchrist, 1922)
- Pseudohowella (Fedoryako, 1976)
- Synagrops (Günther, 1887)
- Verilus (Poey, 1860)

Género fósil extinguido:
- † Acropomatidarum